# جعفرقلی اوشاغی (خداآفرین)
جعفرقلی اوشاغی یکی از روستاهای استان آذربایجان شرقی است که در دهستان گرمادوز غربی بخش گرمادوز شهرستان خداآفرین واقع شده‌است.
```
این روستا در نقطه جالبی قرار دارد ! زیرا هم درمرز بین دو استان اذربایجان شرقی واردبیل قرار دارد  و هم مرز بین دوکشور اذربایجان و ایران و هم مرز بین دو قاره  ، 
```

مردم این روستا اکثرا تحصیل کرده هستند و شغل بیشترشان معلم وکارمند و کشاورز و وکالت هست این روستا دارای شاعر های نامی همچون محمد علی بهبودی فرد و شاعر سل اوغلو و درد اغلو هست که متاسفانه اثرات  بهبودی فرد به کتابت نرسید و ثبت نشده هست اما تمامی شعرهای او در یادهای اهالی این روستا ثبت شده ، درسال های در حدود سال ۱۳۲۰ شمسی زن دلاوری معروف به فاطمه النسا که در کل منطقه معروف به مامای تجربی بود و هر زایمانی به دست این زن دلاور و مهربان  روی میداد و نقش ماما را داشت و غسل های میت روستا و اطراف را انجام میداد و مرادخان عربی دندان ساز تجربی آن زمان بود و اولین کارمند روستا اقای آدشیرین پرستار 
بود که علاوه بر آن به تعمیرات بخاری های زغالی و چوبی میپرداخت.صفرامیرپور معروف به کدخدای منطقه و میانجگر بود، حاج قره کیشی نایب پور اولین شخصی بود که در منطقه خداآفرین به زیارت خانه خدا مشرف شد ،خانوم گلی بگیم صبوری که معروف به طب سنتی بود و بیماران بیشماری را با نسخه های گیاهی مداوا میکرد،اولین پاسدار روستاسرهنگ اسمعیل شاکری و سردارحاج یوسف نایب پور بود و اولین نجار منطقه گرمادوزاسفندیار رضائیان بود اولین تعمیرکار و تعویض روغن کار این روستا نادر کامران نام داشت وتجار پنبه ایام قدیم که بیشترین کشت روستا بود سیاب بهبودیان و پاشا فرض الله زاده نام داشت و اولین تعمیرکاری تراکتور را حسین بهبودیان احداث کرد و شیخ سلیمان نایبی اولین خادم مسجد روستا بود که نام نیک داشت اولین مدارس منطقه گرمادوز در این روستا احداث شد .از اساتید دانشگاه این روستا میتوان کرم نایب پور را نام برد که در کشور ترکیه مشغول تدریس هست و از وکیل های نامی میتوان رسول امیرپور را نام برد البته این روستا دارای معلمین و وکلای زیادی هست،کشت کشاورزی این روستا غالبا پنبه و برنج و گندم هست زمین های این روستا حاصلخیز بوده و قابلیت کشت هر محصولی را دارد،جمعیت این روستا در حدود ۶۰۰ نفر بوده و خانواری در حدود ۳۰۰
مردمان این روستا تقریبا با یکدیگر فامیل هستند و نسبت خیشاوندی دارند و این روستا از روستاهای خوب و خونگرم و دانش پرور خدا آفرین هست 
.
نویسنده:سینا کامران زاده کارشناسی حقوق